# Jindřich Šídlo
Jindřich Šídlo (* 21. října 1972 Turnov) je český novinář, redaktor, politický komentátor a moderátor. Známý je jako tvůrce satirického pořadu Šťastné pondělí.

## Profesní kariéra
Vystudoval žurnalistiku v bakalářském studiu na Fakultě sociálních věd Univerzity Karlovy (1995). Poté pokračoval ve studiu magisterského oboru masová komunikace, školu ale nedokončil.
Od roku 1992 krátce pracoval v Českém deníku, devět let působil v týdeníku Respekt a v letech 2001 až 2005 byl členem redakce deníku Mladá fronta DNES. Od listopadu 2005 do dubna 2009 vykonával funkci vedoucího redaktora domácího zpravodajství deníku Hospodářské noviny. Od května 2009 řídil domácí zpravodajství České televize a byl také hlavním politickým analytikem této veřejnoprávní televize. V Respektu každý týden publikoval sloupek pod názvem „Diagnóza“ (navazující na jeho někdejší „Politikon“ v Hospodářských novinách). Od listopadu 2010 pracoval opět jako redaktor Hospodářských novin. V létě 2016 ohlásil odchod z pozice šéfredaktora politického zpravodajství a názorové sekce tohoto deníku a ke dni 1. září přechod do vznikající redakce videozpravodajství na portálu Seznam Zprávy, kam jej přizval někdejší spoluzakladatel Aktuálně.cz Jakub Unger. Na portálu Seznam Zprávy uvádí pravidelný satirický pořad „Šťastné pondělí“, který je rovněž vysílán Televizí Seznam, dále zde zastává pozici šéfkomentátora.
Je autorem rozhlasových minutových her (2012) Setkání, Chutnalo ti to? a Motivační pohovor.
Začátkem ledna 2018 v satirickém pořadu „Šťastné pondělí“ ironickým tónem hlasu uvedl, že Miloš Zeman v nadcházející prezidentské volbě automaticky postupuje do druhého kola. Podobnou zprávu pak v tištěné podobě našli obyvatelé jedné z ulic v Ostravě v poštovních schránkách, načež se o případ začala zajímat policie. Ta si vyžádala i příslušný díl „Šťastného pondělí“, a to na DVD, přestože pořad je přístupný všem uživatelům internetu.
V roce 2019 vydal knižní rozhovor s Tomášem Etzlerem pod názvem Kdo ví, kde budu zítra (Vyšehrad, ISBN 978-80-7601-203-5).
Od roku 2016 moderuje Koncert pro budoucnost, který se tradičně koná 17. listopadu na Václavském náměstí v Praze.
Od dubna 2021, v průběhu pandemie covidu-19, začal spolu s Janem Dobrovským vysílat pořad Dobrovský & Šídlo, podcast Paměti národa.
| Médium                        | Léta            | Funkce                                                 |
| ----------------------------- | --------------- | ------------------------------------------------------ |
| Český deník                   | 1992            | redaktor                                               |
| Respekt                       | 1992–2001       | redaktor                                               |
| Mladá fronta DNES             | 2001–2005       | redaktor                                               |
| Hospodářské noviny            | 2005–2009       | vedoucí domácího zpravodajství, sloupkař a komentátor  |
| Česká televize                | 2009–2010       | vedoucí domácího zpravodajství, hlavní analytik        |
| Hospodářské noviny            | 2010–2016       | šéfredaktor politického zpravodajství a názorová sekce |
| Televize Seznam Seznam Zprávy | 2016–současnost | autor a moderátor pořadu Šťastné pondělí, komentátor   |

## Ocenění
Za svou žurnalistickou práci, zejména zaměřenou na oblast lidských práv, získal v roce 2007 novinářskou Cenu Ferdinanda Peroutky. V roce 2013 vyhrál Novinářskou cenu v kategorii „Nejlepší komentář – psaná žurnalistika“ za text „Kam Petr Nečas v neděli určitě nepojede, i když by měl“. Ve stejném roce byl v anketě „Tweet roku 2013“ zvolen osobností roku českého Twitteru. V roce 2018 se stal osobností roku v rámci ceny Křišťálová Lupa.

## Osobní život
V červnu 2012 se oženil s novinářkou Terezou Šídlovou (*1982), rozenou Nosálkovou.[zdroj?] Má tři dcery, nejstarší Magdalenu, Emu a nejmladší Josefínu.
Je fanouškem londýnského fotbalového týmu Arsenal a také vršovických Bohemians 1905.

## Postoje
Souhlasí s členstvím Česka v NATO, ač jej nepovažuje za záruku uchování liberální demokracie. Jako příklad uvedl situaci v Turecku.